# نيكي لو
نيكي لو (بالإنجليزية: Nicky Law)‏ هو لاعب كرة قدم ومدرب كرة قدم بريطاني في مركز الدفاع، ولد في 8 سبتمبر 1961 في غرينتش في المملكة المتحدة. لعب مع نادي أرسنال ونادي بارنسلي ونادي بلاكبول ونادي بليموث أرجايل ونادي تشيسترفيلد ونادي روذرهام يونايتد ونادي سكاربورو ونادي هيرفورد ونوتس كاونتي.

## وصلات خارجية
- نيكي لو على موقع قاعدة بيانات كرة القدم.إي يو (الإنجليزية)
- نيكي لو على موقع Soccerbase.com (مدرب) (الإنجليزية)